# Westland (Míchigan)
Westland es una ciudad ubicada en el condado de Wayne en el estado estadounidense de Míchigan. En el Censo de 2010 tenía una población de 84094 habitantes y una densidad poblacional de 1.588,5 personas por km².

## Geografía
Westland se encuentra ubicada en las coordenadas 42°19′9″N 83°22′51″O / 42.31917, -83.38083. Según la Oficina del Censo de los Estados Unidos, Westland tiene una superficie total de 52.94 km², de la cual 52.9 km² corresponden a tierra firme y (0.07%) 0.04 km² es agua.

## Demografía
Según el censo de 2010, había 84094 personas residiendo en Westland. La densidad de población era de 1.588,5 hab./km². De los 84094 habitantes, Westland estaba compuesto por el 75.79% blancos, el 17.23% eran afroamericanos, el 0.46% eran amerindios, el 3.03% eran asiáticos, el 0.02% eran isleños del Pacífico, el 1.05% eran de otras razas y el 2.42% pertenecían a dos o más razas. Del total de la población el 3.76% eran hispanos o latinos de cualquier raza.